# 스티브 쿠건
스티브 존 쿠건(Stephen John Coogan, 1965년 10월 14일 ~ )은 잉글랜드의 희극인, 배우, 작가이다. 영화 《필로미나의 기적》(2013)에서 공동 각본·제작·주연을 맡아 2013년 제70회 베네치아 국제 영화제에서 각본상을 수상하고, 2014년 제86회 아카데미상 작품상·각색상 후보, 제71회 골든 글로브상 각본상 후보, 제67회 영국 아카데미 영화상 작품상·영국 영화상·각색상 후보에 올랐다.

## 출연 작품

### 영화
- 24시간 파티하는 사람들 (2002)
- 80일간의 세계 일주 (2004)
- 수탉과 황소 이야기 (2005)
- 박물관이 살아있다! (2006)
- 마리 앙투아네트 (2006)
- 트로픽 썬더 (2008)
- 퍼시 잭슨과 번개 도둑 (2010)
- 아워 이디엇 브라더 (2011)
- 메이지가 알고 있었던 일 (2012)
- 루비 스팍스 (2012)
- 필로미나의 기적 (2013)
- Northern Soul (2014)
- 트립 투 이탈리아 (2014) - 스티브 쿠건 역
  - 트립 투 스페인 (2017)
- 미니언즈 (2015) - 플럭스 교수 / 경비병 역 (애니메이션)
- 마이펫의 이중생활 (2015) - 애니메이션
- 집행자: 목자이자 도살자 (2016, Shepherds and Butchers)
- 죽어도 마인드혼 (2016, Mindhorn)- 피터 이스트먼 역
- 그 규칙은 당신에게 적용되지 않아요 (2016)
- 슈퍼배드 3 (2017) - 사일러스 역 (애니메이션)
- 더 디너 (2017)
- 대체불가 당신 (2018)
- 스탠 & 올리 (2019)
- 슈퍼배드 4 (2024) -실라 역 (애니메이션)
- 조커: 폴리 아 되 (2024) -패디 마이어스 역

### 텔레비전
- Happyish (2015)